# Bay Olympic
El Bay Olympic es un club de fútbol de la ciudad de Auckland, Nueva Zelanda. Juega en la Northern League, la cual ganó en 2005, 2006, 2011 y 2012. Tuvo su auge en la década de los 70, cuando bajo el nombre de Blockhouse Bay se coronó campeón de la Liga Nacional en 1970 y la Copa Chatham el mismo año.

## Palmarés
- Liga Nacional de Nueva Zelanda (1): 1970.
- Copa Chatham (1): 1970.
- Northern League (4): 2005, 2006, 2011 y 2012.